# Hey Ma
Hey Ma is een nummer uit 2017 van de Amerikaanse rapper Pitbull en de Colombiaanse zanger J Balvin, in samenwerking met de Cubaans-Amerikaanse zangeres Camila Cabello. Het nummer staat op de soundtrack van de film The Fate of the Furious.
Het nummer flopte in de Verenigde Staten, maar werd vooral in Spaanstalige landen een hit. In Colombia, J Balvins thuisland, haalde het een bescheiden 44e positie. In de Nederlandse Single Top 100 had het met een 92e positie niet veel succes. In Vlaanderen haalde het nummer de 8e positie in de Tipparade.